# Desiderio Medina
Desiderio Guillermo Medina Saravia (* 10. Oktober 1919; † 17. Juni 1986) war ein chilenischer Fußballspieler. Der Stürmer absolvierte zwölf Länderspiele für Chile, in denen er drei Mal traf.

## Vereinskarriere
Desiderio Medina spielte 1941 für Everton und wechselte 1942 zum Santiago National FC. Dort spielte der Offensivspieler bis 1946.

## Nationalmannschaftskarriere
Desiderio Medina debütierte für die Nationalmannschaft unter Máximo Garay bei der 0:2-Niederlage gegen Uruguay beim Campeonato Sudamericano 1941. Es blieb sein einziges Turnierspiel. La Roja beendete die Südamerikameisterschaft als Dritter.
Beim Campeonato Sudamericano 1945 absolvierte Medina alle fünf Spiele für La Roja und erzielte drei Tore. Chile wurde erneut Dritter, nachdem der Andenstaat vier Partien gewonnen hatte und nur gegen den späteren Südamerikameister Argentinien unentschieden spielte sowie gegen Brasilien verloren hatte.
Bei seiner dritten Südamerikameisterschaft 1946 spielte Medina alle fünf Spiele für Chile, jedoch kam La Roja nach zwei Siegen und drei Niederlagen nicht über den fünften Platz der sechs Teams hinaus. Insgesamt absolvierte Medina zwölf Länderspiele und erzielte dabei drei Treffer.